# ليفان جابريادزي
ليفان جابريادزي (بالجورجية: ლევან გაბრიაძე) هو مخرج وممثل روسي (وحمل سابقاً جنسية الاتحاد السوفيتي)، ولد في 16 نوفمبر 1969 في جورجيا. بدأ مشواره المهني سنة 1986.

## أعمال

### أفلام
- (2014) غير ودود

## وصلات خارجية
- ليفان جابريادزي على موقع IMDb (الإنجليزية)
- ليفان جابريادزي على موقع ألو سيني (الفرنسية)
- ليفان جابريادزي على موقع أول موفي (الإنجليزية)
- ليفان جابريادزي على موقع قاعدة بيانات الأفلام السويدية (السويدية)
- ليفان جابريادزي على موقع قاعدة بيانات الفيلم (الإنجليزية)
- ليفان جابريادزي على موقع كينوبويسك (الروسية)